# Jacques Cardoze
Pour les articles homonymes, voir Cardoze.
Jacques Cardoze, né le 14 septembre 1969 à Bordeaux, est un journaliste, présentateur et chroniqueur de télévision français. Il est également directeur de la communication.

## Biographie

### Famille
Il est le petit-fils d'Edmond Cardoze, personnalité bordelaise auteur d'ouvrages sur Bordeaux et l'Aquitaine. Son père, Michel Cardoze, est un célèbre journaliste de presse écrite, de radio et de télévision ainsi qu'un ex-dirigeant du Parti communiste français, qui a été à la fin des années 1950, membre du bureau national de l'UEC puis salarié permanent de la « section de la propagande » du PCF pendant quatre ans. Directeur du grand journal communiste de Bordeaux Les Nouvelles, Michel Cardoze fut ensuite chef du service culturel de L'Humanité, puis parmi les journalistes communistes embauchés à TF1 après l'élection en 1981 de François Mitterrand à la présidence de la République, devenant en 1984 rédacteur en chef adjoint puis responsable du service « société-culture » avant de présenter la météo sur la même chaîne.

### Formation
Jacques Cardoze étudie à l'École de danse de l'opéra de Paris, puis au Conservatoire national supérieur de musique et de danse de Paris dans la classe d'Attilio Labis.
Plus tard, alors qu'il a déjà été embauché pour présenter les journaux des sports (1992-1995) chez Radio France, il suit une formation continue au journalisme, dans cette entreprise.

### Danseur professionnel
Engagé comme danseur à la Comédie-Française à 16 ans, avant de poursuivre sa carrière de danseur en Belgique au Ballet royal de Flandre puis au Ballet français de Nancy dirigé par Patrick Dupond, il est danseur professionnel pendant cinq ans,.

### Carrière dans le journalisme
Jacques Cardoze a été journaliste pendant 27 ans chez France Télévisions : reporter au service France, ensuite à l'émission Envoyé spécial puis au service "étranger", puis chef de service avant de devenir correspondant et présentateur .

#### Sports sur France Inter et France 2
En 1992, il est embauché pour présenter les journaux des sports sur France Inter. Il exerce à ce poste jusqu'en 1995.
En 1994, il intègre France Télévisions où il participe à l'émission rebaptisée Tout le sport, qui prend la suite du Journal des Sports.

#### Correspondant de France 2 à Marseille, Londres et Washington
En 1995, il devient reporter au service France de France 2 puis correspondant à Marseille de 1997 à 1999.
En avril 2003, lors de la chute de Bagdad, un incident grave est survenu alors qu'il couvrait la guerre en Irak. Alors que lui et son caméraman, Roger Motte, se trouvaient sur un pont que les forces américaines étaient sur le point de reprendre, ils ont été pris pour cible par erreur. Séparés dans la confusion, le journaliste a cru que son collègue était mort. Pendant 24 heures, la rédaction de France 2, croyant le journaliste décédé, a alerté sa famille pour les préparer au pire. Finalement, après avoir échappé à ce danger, il a retrouvé son caméraman sain et sauf le lendemain et a pu rassurer ses proches,,.
Il fait peu après partie des premiers journalistes à entrer dans la prison d'Abou Ghraib en Irak, aux abords de laquelle après la chute du régime de Saddam Hussein, plusieurs fosses communes sont découvertes et où, quelques années après, les humiliations des prisonniers irakiens par les Américains seront dénoncées par des ONG.
Il couvre également des « évènements majeurs » comme les attentats de Madrid du 11 mars 2004 et les attentats de Londres du 7 juillet 2005 puis l'ouragan Katrina d'août 2005.
Lors des émeutes de 2005 dans les banlieues françaises, Jacques Cardoze, alors grand reporter pour France 2, a vu sa voiture incendiée par un groupe de jeunes. Alors qu'il suivait un camion de pompiers pour couvrir les violences, une quarantaine de jeunes ont intercepté son équipe, leur intimant d'arrêter de filmer en criant « Télé Sarkozy », avant de mettre le feu à leur véhicule banalisé. Ce moment témoigne des tensions ressenties par les journalistes sur le terrain pendant ces événements,.
Il est ensuite nommé chef adjoint du service "étranger", puis successivement directeur des bureaux de Londres et de Washington, où il reste de 2009 à 2018 .
Au cours du quart de siècle passé chez France 2 à la tête des bureaux de Marseille, Londres et Washington, il réalise plus de 250 reportages par an et une vingtaine de long format pour Envoyé spécial, Complément d'enquête et Un oeil sur la planète .
Il a mené une carrière en tant que grand reporter à Londres et à Washington, où il a couvert des événements majeurs et rencontré des figures emblématiques. À Londres, il a notamment interviewé Julian Assange , le fondateur de WikiLeaks, alors réfugié à l'ambassade d'Équateur, et a relaté des moments historiques comme le mariage du prince William et de Catherine Middleton , ainsi que les célébrations du jubilé de la reine Elizabeth II en 2012,. Il a également couvert les Jeux olympiques de Londres la même année, tout en rapportant des sujets sur les enjeux sociaux et économiques de l'événement.

#### Complément d'enquête, de septembre 2018 à juin 2021

Logo de Complément d'enquête

De septembre 2018 à juin 2021, il est le présentateur et rédacteur en chef du magazine d'investigation Complément d'enquête sur France 2. Dans un communiqué interne, la direction de France Télévisions annonce la nomination de Jacques Cardoze à la tête du magazine d'information, succédant à Thomas Sotto. Alors que plusieurs autres candidats « se pressaient » pour être nommés à ce poste prestigieux, « aucun n'aura droit à un entretien » et la décision d'embaucher Jacques Cardoze est prise en deux jours.
Lors de la crise du Covid-19, il a présenté, avec Élise Lucet, une soirée spéciale intitulée "Coronavirus : l'état d'urgence" .
Au cours de ces trois années, des tensions apparaissent régulièrement entre l'animateur et ses équipes. Pour un collaborateur, « c'était un peu le choc des cultures entre un journaliste d'actu et de plateau très pressé et des journalistes d'enquête habitués au temps long et à l'ombre » Envisagé par le Directeur de la rédaction nationale de France 2 de l'époque pour lui succéder, un autre profil lui sera finalement préféré.

#### Olympique de Marseille, de juin 2021 à février 2023
Il quitte la présentation de Complément d'enquête en juin 2021 pour être nommé directeur de la communication de l'Olympique de Marseille. Son influence grandit au sein du club et son rôle dépasse la simple communication, jouant un véritable rôle de porte-parole et de médiateur dans des situations tendues, telles que les incidents avec les supporters,. Passionné de longue date par l'Olympique de Marseille, il a su mettre son expérience du journalisme et de la gestion de crise au service du club.
C'est au cours de son mandat que Bernard Tapie est décédé. À cette occasion, il a exprimé une grande admiration pour l'ancien président du club, soulignant « son impact sur l’Olympique de Marseille et les valeurs qu'il représentait, telles que la combativité et la persévérance, qui résonnent particulièrement à Marseille ». Une photo en noir et blanc de l'ancien président a été installée devant le stade Vélodrome, et lors du match contre Lille les joueurs ont porté un brassard noir. Des livres de condoléances ont également été mis en place, accompagnés de la Coupe d'Europe de 1993 ornée de bandeaux noirs,,. Il a également organisé un hommage à Tapie lors d'un match contre Lorient en 2021 . De plus, Cardoze a entretenu de solides relations avec les supporters de l'Olympique de Marseille, prônant une approche de proximité pour comprendre leurs attentes et maintenir un lien fort avec la réalité du club.
Jacques Cardoze a joué un rôle stratégique lors de l'affaire des incidents entre l'OGC Nice et l'Olympique de Marseille en marquant l'indignation du club tout en appelant à rejouer le match, une décision jugée satisfaisante par la direction Longoria avec qui il forme un tandem. Cardoze a ensuite enchaîné avec une tournée des médias pour défendre l'OM, assurant ainsi une présence forte et influente dans l'espace public, répondant aux attentes des supporters d'avoir une direction active dans les débats médiatiques et institutionnels.
Lors de la première saison de Jacques Cardoze comme directeur de la communication de l'Olympique de Marseille (2021-2022), l'équipe a connu plusieurs temps forts. L'Olympique de Marseille a réalisé un excellent début de championnat en 2021, consolidant sa position dans le haut du tableau de la Ligue 1. L'équipe a notamment remporté des victoires marquantes, comme celle contre Strasbourg (4-0) en mai 2022, qualifiant l'Olympique de Marseille pour la Ligue des champions. Ces succès sportifs ont contribué à remplir le stade Vélodrome et à raviver l'engouement des supporters, un point central dans la stratégie de communication de Cardoze.
L'Olympique de Marseille traverse cependant une crise importante, quand à la 5e minute du match Lyon-Marseille du 21 novembre 2021, un jet de bouteille atteint en pleine tête son joueur Dimitri Payet, déjà victime le 22 août, trois mois avant, lors d'un autre déplacement, à Nice, d'un autre jet de bouteille d'eau qui l'avait atteint au dos.
Sans attendre la décision de la commission de discipline qui devait recevoir les dirigeants de l'OL mais pas de l'OM, Cardoze dénonce, en accord avec la Présidence du club et ses conseils juridiques, « une parodie de justice » et juge « illégitime » cette commission, à laquelle le club victime des faits abordés n'était pas invité à participer. L'Olympique lyonnais l'accuse d'avoir voulu faire pression sur la commission de discipline et fustige, dans un communiqué, « un discours aux relents populistes, pour ne pas dire nauséabond, qui témoigne d'une totale méconnaissance des procédures ».
Jacques Cardoze a quitté son poste de directeur de la communication de l'Olympique de Marseille en décembre 2022, après plusieurs mois de tensions internes. Son départ a été officialisé le 29 décembre 2022, lors du match OM-Toulouse,. Arrivé en mai 2021, il a joué un rôle clé au début de la présidence de Pablo Longoria, mais des désaccords et une réorganisation interne ont conduit à sa mise à l'écart. En octobre, il avait reçu une convocation préalable à une sanction, et il négocie un an après son départ du club, en décembre 2022.
Cardoze a exprimé sa fierté d'avoir participé à cette aventure, tout en regrettant de ne pas l'avoir terminée,.

#### StudioFact Media de février à septembre 2023
En février 2023, il rejoint l'agence de presse du groupe StudioFact Media, où il est chargé de vendre des programmes aux chaînes. Au cours de cette mission, Cardoze rétablit le contact avec France Télévisions.

#### Chroniqueur et présentateur sur C8 de septembre 2023 à février 2025

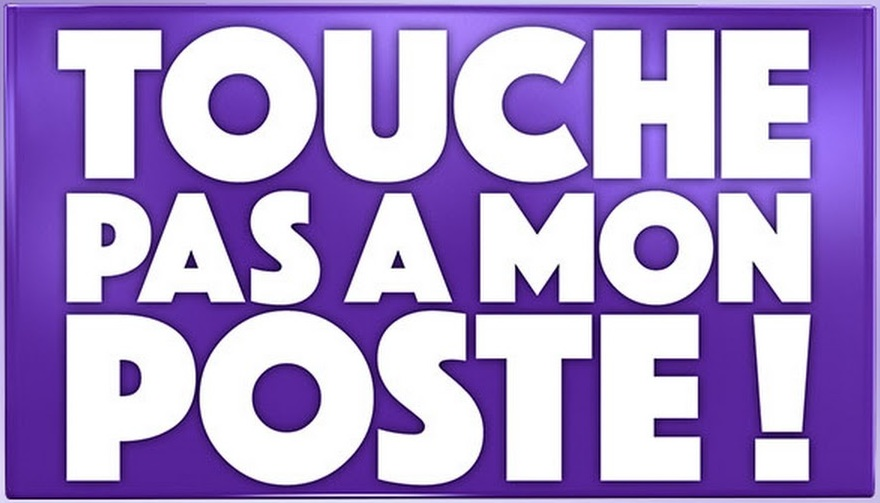
Logo de Touche pas à mon poste !

En septembre 2023 il rejoint l'émission Touche pas à mon poste ! sur C8 en tant que chroniqueur. StudioFact et Jacques Cardoze se séparent d'un commun accord après cette embauche.
Sur le plateau de Touche pas à mon poste !, il a révélé en octobre 2023 avoir été menacé par un individu en lien avec ses prises de position sur le conflit israélo-palestinien. Reconnu alors qu'il circulait en scooter, un homme l'a interpellé de manière menaçante, l'avertissant de « faire attention à ce qu'il dit sur la Palestine ». Cette situation s'inscrit dans un contexte tendu où les chroniqueurs de l'émission sont devenus la cible de menaces à la suite de leurs interventions sur le sujet.
En juin 2024, il présente, en première partie de soirée sur C8, Enquête complémentaire, un magazine d'investigation produit par Cyril Hanouna. En février 2025 le magazine change de nom pour Jacques Cardoze enquête. Le dernier numéro est diffusé quatre jours avant l'arrêt de la chaîne C8, se hissant comme son précédent magazine en tête des audiences de la TNT.
En octobre 2024, Jacques Cardoze envoie au président du Sénat Gérard Larcher sa candidature à la présidence de la chaîne de télévision Public Sénat. Sa candidature n'est pas retenue et ne fait pas l'objet d'une audition par le bureau du Sénat.

## Controverses

### Affaire duComplément d'enquêtesur Cyril Hanouna
Lorsque Jacques Cardoze arrive chez Cyril Hanouna en septembre 2023, le magazine de France 2 Complément d'enquête, a démarré une investigation sur les fake news lancées ou relayées par son émission et l'animateur de TPMP interdit à ses chroniqueurs d'y répondre, alors que des témoignages anonymes déjà recueillis assureront à cette enquête 3 millions de téléspectateurs.
Sur la commande de Cyril Hanouna qui en avait annoncé la création pour début 2024 à l'occasion d'un direct, Jacques Cardoze a débuté la préparation du magazine d'« Enquête de complément » consacrée aux coulisses de Complément d'enquête, qu'il accuse de ne jamais faire d'enquêtes sur les partis de gauche. Le présentateur et rédacteur en chef de l'émission Tristan Waleckx lui répond qu'une enquête sur Sophia Chikirou et les comptes de campagne de Jean-Luc Mélenchon est déjà programmée pour les jours suivants et le remercie d'en avoir fait la publicité. Diffusée le 5 octobre 2023, l'émission fera une audience de 14,4 %.
Le Complément d'enquête sur Cyril Hanouna est brocardé par Jacques Cardoze dans les quotidiens nationaux et sur le plateau de l'animateur, rapidement soupçonné de l'avoir recruté dans ce seul but, même si Cardoze dément. « Fasciné » par Donald Trump, alors ancien président des États-Unis, et entré en « guerre ouverte » à l'hiver 2023-2024 contre France Télévisions, pour présenter la chaîne comme très à gauche, Cardoze « étrille le JT de 20 h » de France 2, les magazines d'investigation d'Élise Lucet, ou encore l'émission Envoyé spécial.

### Conflit avec Matthieu Delormeau
Un conflit l'opposant à Matthieu Delormeau commence en 2023 au sujet des chants homophobes dans les stades. Delormeau critique Cardoze pour avoir minimisé la gravité de ces chants, affirmant que l'homophobie et le racisme sont également condamnables. Cardoze répond que ces chants sont un « défouloir » non motivé par une véritable homophobie, mais juge leur poursuite impraticable et coûteuse. 
Le conflit s'intensifie après que Delormeau a critiqué l'attitude jugée « insensible » de Cardoze envers Loana lors de son témoignage d'agression, accusation que Cardoze réfute en affirmant avoir été mal compris. Il accuse Delormeau de chercher à le provoquer pour attirer l'attention.

### Mise en demeure de C8 par l'Arcom en mars 2024
Le 13 mars 2024, l'Arcom adresse une mise en demeure à la chaîne C8 en raison de son traitement, notamment par Jacques Cardoze, de la personnalité de téléréalité Loana, après qu'elle a révélé avoir été victime d'un viol. La mise en demeure, confirmée par le Conseil d'État, reproche à l'émission une « atteinte au respect de la dignité humaine » et souligne que la chaîne a manqué « à ses obligations en matière de retenue dans la diffusion d'images ou de témoignages susceptibles d'humilier les personnes ainsi que d'absence de complaisance dans l'évocation de la souffrance humaine ». Cette décision repose notamment sur plusieurs éléments : la diffusion, sans avertissement préalable au public, de photographies montrant de « nombreuses ecchymoses sur [le] corps dénudé, à peine dissimulé » de Loana, « le traitement complaisant et voyeuriste du sujet abordé », ainsi que « l'attitude des intervenants envers l'invitée qui en a été la victime ».